# Poplavna ravnica
Poplavna ravnica ili poplavna ravan je područje zemljišta uz potok ili reku koja se proteže od obala njenog kanala do podnožja okružujućih zidova doline, i koje doživljava poplave tokom perioda velikih padavina. Tla se obično sastoje od gline, mulja i peska deponovanih tokom poplava.
Pošto redovno plavljenje poplavnih područja može da odloži hranljive materije i vodu, poplavne ravnice često imaju visoku plodnost zemljišta, a to može podstaći poljoprivredu.

## Ekologija
Poplavne ravnice mogu podržati posebno bogate ekosisteme, kako u količini tako i u raznolikosti. Tugajske šume formiraju ekosistem povezan sa poplavnim vodama, posebno u centralnoj Aziji. Oni su kategorija priobalnih zona ili sistema. Poplavna ravan može da sadrži 100 ili čak 1.000 puta više vrsta od reke. Vlaženje plavnog tla oslobađa trenutni talas hranljivih sastojaka: onih koji su ostali od poslednje poplave i onih koji su rezultat brzog raspadanja organske materije koja se akumulirala od tada. Mikroskopski organizmi bujaju i veće vrste ulaze u brzi ciklus umnožavanja. Oportunistički hranioci (naročito ptice) useljavaju se da bi iskoristili prednost. Proizvodnja hranljivih sastojaka brzo doseže vrhunac i opada; međutim talas novog rasta traje još neko vreme. Zbog toga su poplavne površine posebno vredne za poljoprivredu. Stope protoka reka prolaze kroz promene u skladu s klimatskim promenama. Ova promena predstavlja pretnju za priobalne zone i ostale poplavne šume. Ove su šume vremenom sinhronizovale svoje nasade sadnica nakon proletnih vrhova u protoku kako bi najbolje iskoristile tlo bogato hranjivim materijama koje je dobijeno vršnim protokom.
Ako se izuzmu glad i epidemije, neke od najgorih prirodnih katastrofa u istoriji (mereno brojem smrtnih slučajeva) bile su rečne poplave, posebno od Žute reke u Kini - pogledajte listu najsmrtonosnijih poplava. Najgora od njih i najgora prirodna katastrofa (izuzev gladi i epidemija) bile su poplave u Kini 1931. godine, za koje se procenjuje da su usmrtile milione. Tome je prethodila poplava Žute reke 1887. u kojoj je poginulo oko milion ljudi, i druga je najgora prirodna katastrofa u istoriji.
Obim poplavljenosti poplavnog područja delom zavisi od veličine poplave, koja je definisana povratnim periodom.
U Sjedinjenim Državama, Federalna agencija za upravljanje u kriznim situacijama (engl. Federal Emergency Management Agency, FEMA) upravlja Nacionalnim programom osiguranja od poplava (engl. National Flood Insurance Program, NFIP). NFIP nudi osiguranje imovine koja se nalazi unutar područja sklonog poplavi, kao što je definisano Kartom stope osiguranja od poplava (engl. Flood Insurance Rate Map, FIRM), koja prikazuje različite rizike od poplave za zajednicu. FIRM se obično fokusira na razgraničenje 100-godišnjeg poplavnog područja, koje je u okviru NFIP-a poznato i kao područje opasnosti od poplava.
Tamo gde je detaljna studija vodnog puta urađena, 100-godišnje poplavno polje takođe obuhvata i poplavni put, kritični deo poplavne ravnice koji obuhvata kanal potoka i bilo koja susedna područja koja moraju biti zaštićena od smetanji koje mogu blokirati poplavne tokove ili ograničiti skladištenje poplavnih voda. Još jedan češto korišten termin je specijalno područje opasnosti od poplava, što je bilo koje područje ugroženo poplavom tokom 100-godišnje hronologije. Problem je u tome što svaka promena sliva uzvodno od date tačke može potencijalno uticati na sposobnost sliva da provodi vodu, a time potencijalno utiče i na nivo periodičnih poplava. Na primer, veliki tržni centar i parking mogu podići nivo petogodišnjih, stogodišnjih i drugih poplava, ali mape se retko prilagođavaju i često postaju zastarele usled naknadnog razvoja.
Da bi se imovina sklona poplavama kvalifikovala za osiguranje koje subvencioniše država, lokalna zajednica mora da usvoji uredbu koja štiti poplavni put i zahteva da su nove stambene građevine izgrađene u područjima posebne opasnosti od poplave podignute na najmanje nivo od 100 godina poplava. Komercijalne strukture mogu biti povišene ili zaštićene od poplave do ili iznad ovog nivoa. U nekim oblastima bez informacija dobijenih detaljnim studijama može se tražiti da se konstrukcije podignu na najmanje dva metra iznad okolnog nivoa. Mnoge državne i lokalne vlade su, pored toga, usvojile propise o izgradnji poplavnih područja koji su restriktivniji od onih koje nalaže NFIP. Američka vlada takođe sponzira napore za ublažavanje opasnosti od poplave kako bi se smanjili uticaji poplava. Kalifornijski program ublažavanja opasnosti jedan je od izvora finansiranja mitigacionog projekata. Brojni gradovi, poput Ingliša u Indijani, potpuno su relocirani da bi se uklonili iz poplavnog polja. Ostali napori za ublažavanje manjih razmera uključuju nabavku i rušenje građevina sklonih poplavama ili zaštitu od poplava.

## Literatura
- Powell, W. Gabe. 2009. Identifying Land Use/Land Cover (LULC) Using National Agriculture Imagery Program (NAIP) Data as a Hydrologic Model Input for Local Flood Plain Management. Applied Research Project, Texas State University. http://ecommons.txstate.edu/arp/296/ Архивирано на веб-сајту  (5. март 2012)
- Овај чланак укључује текст из публикације која је сада у јавном власништву: Chisholm, Hugh, ур. (1911). „Flood Plain”.  (на језику: енглески) (11 изд.). Cambridge University Press.
- Hadrian Cook and Tom Williamson (eds.), Water Management in the English Landscape: Field, Marsh and Meadow. Edinburgh: Edinburgh University Press, 1999.
- Boggs, S. Jr., 2012, Principles of Sedimentation and Stratigraphy: New Jersey, Prentice Hall
- Mjøs, R., Walderhaug, O. and Prestholm, E. (2009) Crevasse Splay Sandstone Geometries in the Middle Jurassic Ravenscar Group of Yorkshire, UK, in Alluvial Sedimentation (eds M. Marzo and C. Puigdefábregas), Blackwell Publishing Ltd., Oxford, UK.
- „Chapter 14: Stage-Discharge Relationships” (PDF). USDA NRCS National Engineering Handbook. Part 630: Hydrology. USDA. април 2012. Архивирано из оригинала (PDF) 19. 04. 2021. г. Приступљено 15. 06. 2023.
- USDA NRCS National Engineering Handbook. Part 630: Hydrology. USDA. мај 2012. Архивирано из оригинала 14. 01. 2022. г. Приступљено 15. 06. 2023.
- Moss, Timothy and Jochen Monstadt: Restoring Floodplains in Europe. Policy Contexts and Project Experiences, International Water Association 2008,  1-84339-090-6
- „The Nature Conservancy Launches Landmark Floodplain Restoration at the Emiquon Preserve, May 2007”. Архивирано из оригинала 2008-12-02. г. Приступљено 2008-05-11.
- KUENZER C. and RENAUD, F. 2012: Climate Change and Environmental Change in River Deltas Globally. In (eds.): Renaud, F. and C. Kuenzer 2012: The Mekong Delta System – Interdisciplinary Analyses of a River Delta, Springer,  978-94-007-3961-1, The Mekong Delta System. Springer Environmental Science and Engineering. 2012. ISBN 978-94-007-3961-1. S2CID 132147211. doi:10.1007/978-94-007-3962-8., pp. 7–48
- Ottinger, M.; Kuenzer, C.; LIU; Wang, S.; Dech, S. (2013). „Monitoring Land Cover Dynamics in the Yellow River Delta from 1995 to 2010 based on Landsat 5 TM”. Applied Geography. 44: 53—68. doi:10.1016/j.apgeog.2013.07.003.
- „Flood Control”. MSN Encarta. 2008. Архивирано из оригинала 2009-10-28. г.
- CNN Newsource. “Cleaning New York's Filthy Harbor with One Billion Oysters.” WTVF, January 17, 2019. https://www.newschannel5.com/news/national/cleaning-new-yorks-filthy-harbor-with-one-billion-oysters.
- Dejean, Ashley. “Five Years after Sandy, One New York Town's Flood Prevention Plans Are so 	Crazy They Just Might Work.” Mother Jones, October 27, 2017. https://www.motherjones.com/politics/2017/10/five-years-after-sandy-one-new-york-towns-flood-prevention-plans-are-so-crazy-they-just-might-work/.
- “Hurricane Sandy Design Competition.” Rebuild by Design. Accessed November 16, 2019. http://www.rebuildbydesign.org/our-work/sandy-projects.
- “Living Breakwaters.” REGENERATING TOTTENVILLE. Accessed November 18, 2019. https://www.regeneratingtottenville.org/living-breakwaters-project.
- “Living Breakwaters Design and Implementation.” SCAPE. Accessed November 18, 2019. https://www.scapestudio.com/projects/living-breakwaters-design-implementation/.
- Melcher, Henry. “Rebuild By Design> SCAPE's Living Breakwaters Transform Staten Island's South Shore.” Archpaper.com, April 9, 2014. https://archpaper.com/2014/04/rebuild-by-design-scapes-living-breakwaters-transform-staten-islands-south-shore/.
- “Tottenville Shoreline Protection Project.” Tottenville Shoreline Protection Project | Governor's Office of Storm Recovery (GOSR). Accessed November 18, 2019. 	https://stormrecovery.ny.gov/tottenville-shoreline-protection-project.
- “Visualizing The Living Breakwaters at Conference House Park.” Rebuild by Design. Accessed November 19, 2019. http://www.rebuildbydesign.org/news-and-events/press/visualizing-the-living-breakwaters-at-conference-house-park.

## Spoljašnje veze
- „Irrigation § II. Water Meadows”.  (на језику: енглески). 14 (11 изд.). 1911. стр. 842—846. — Includes detailed description of bedwork and catchwork water-meadows.